# Philip Lithner
Johan Philip Lithner, född 21 september 1989 i Malmö, är en svensk skådespelare. 
Lithner är utbildad vid Teaterhögskolan i Luleå 2012–2015   och medverkade i slutproduktionen Ingenting ger en sån känsla av oändlighet som dumheten, i regi av Alexander Öberg på Teaterhögskolan i Luleå 2015.
Sedan 2025 är han tillsammans med konstnären Louise Lindén. 

## Teater

### Roller (ej komplett)
| År   | Roll                                | Produktion                                                                                                | Regi                   | Teater                            |
| ---- | ----------------------------------- | --- | ---------------------- | --------------------------------- |
| 2011 |                                     | Sinne | Karin Bjurström        | Stockholms Elementära Teaterskola |
| 2013 |                                     | Apatiska för nybörjare Jonas Hassen Khemiri                                                               | Dag Norgård            | Norrbottensteatern                |
| 2014 |                                     | Den flygande handläggaren Gertrud Larsson                                                                 | Mattias Knave          | Smålands Musik och Teater         |
| 2014 |                                     | Pippi Långstrump på de sju haven Astrid Lindgren                                                          | Johan Briggert         | Astrid Lindgrens Värld            |
| 2015 |                                     | Ingenting ger en sån känsla av oändlighet som dumheten (Geschichten aus dem Wiener Wald) Ödön von Horváth | Alexander Öberg        | Teaterhögskolan i Luleå           |
| 2015 |                                     | HEM Karl Ekdahl och Kristina Ros                                                                          | Karl Ekdahl            | Masthuggsteatern                  |
| 2016 |                                     | Hemulen som älskade tystnad Tove Jansson                                                                  | Anna Sjövall           | Masthuggsteatern                  |
| 2016 |                                     | Lika för lika (Measure for Measure) William Shakespeare                                                   | Stefan Marling         | Romateatern                       |
| 2016 |                                     | Diktatorn Ulf Stark                                                                                       | Anna "Pluck" Söderling | Teateri                           |
| 2017 |                                     | Pojkarna Jessica Schiefauer                                                                               | Anders Friberg         | Teater tamauer                    |
| 2017 |                                     | Pastor Qvist Claes Åström                                                                                 | Claes Åström           | Marsvinsholmsteatern              |
| 2017 |                                     | Uppdrag Nelly Rapp Mia Nilsson                                                                            | Mia Nilsson            | Teater Martin Mutter              |
| 2018 |                                     | Bara nåt jag sa Kristian Hallberg                                                                         | Johanna Larsson        | Masthuggsteatern                  |
| 2018 |                                     | Vad vi ljuger om när vi ljuger om Italien Kristian Hallberg                                               | Anders Tolergård       | Masthuggsteatern                  |
| 2019 | Jonas                               | Oscar Liljas försvinnande Sara Bergmark Elfgren                                                           | Sara Cronberg          | Malmö stadsteater                 |
| 2020 |                                     | Avatarer Gustav Tegby                                                                                     | Peter Elmers           | Masthuggsteatern                  |
| 2022 | En annan faderlös En annan moderlös | Tid för glädje (Tid for glede) Arne Lygre                                                                 | Stéphane Braunschweig  | Dramaten                          |

## Filmografi
- 2006 – Ska vi hångla först
- 2008 – Arne Dahl: Ont blod
- 2011 – Barda
- 2015 – Om du möter rovdjur[5]
- 2016 – Det mest förbjudna[6]
- 2016 – Medan vi lever[7]
- 2017 – Rebecka Martinsson[8]
- 2018 – Alla hästar hemma[9]